# Equipa da Superleague Fórmula da Associazione Calcio Milan
A Equipa da Superleague Fórmula da A.C. Milan foi uma equipa da Superleague Fórmula que representava o clube de futebol italiano A.C. Milan na Superleague Fórmula. Em 2008, foi operada pela Scuderia Playteam, e em 2009 pela Azerti Motorsport. Na última temporada na competição (2010), a AC Milan teve a Atech Reid Grand Prix, como equipa de automobilismo, e o piloto foi Yelmer Buurman.
Quanto ao clube de futebol, participa na Serie A, principal campeonato de futebol na Itália.

## Temporada de 2008
Na Temporada da Superleague Fórmula de 2008, a A.C. Milan teve como piloto Robert Doornbos, ex-piloto de Fórmula 1. Robert Doornbos venceu 2 corridas, e o A.C. Milan acabou o campeonato em 3º, mas não regressou ao campeonato para 2009.

## Temporada de 2009
Na Temporada da Superleague Fórmula de 2009, a A.C. Milan competiu com o antigo piloto de Fórmula 1 e campeão das GP2 Series Giorgio Pantano ao volante, e teve a Azerti Motorsport como equipa de automobilismo. Tendo Giorgio Pantano como piloto, a A.C. Milan foi a primeira equipa de Superleague Fórmula na história a ter dois ex-pilotos de F1 como seus pilotos no campeonato. Apesar de ter o experiente piloto, a equipa piorou o 3º lugar de 2008, para ser apenas 7ª em 2009.

## Temporada de 2010
Para a época de 2010, a AC Milan teve a Atech Reid Grand Prix, como equipa de automobilismo, e o piloto foi Yelmer Buurman.

## Registo

### 2008
(Legenda)
| Equipa de Automobilismo | Piloto | 1   | 1   | 2   | 2   | 3   | 3   | 4   | 4   | 5   | 5   | 6   | 6   | Pontos | Class. |
| Equipa de Automobilismo | Piloto | DON | DON | NÜR | NÜR | ZOL | ZOL | EST | EST | VAL | VAL | JER | JER | Pontos | Class. |
| ----------------------- | ------ | --- | --- | --- | --- | --- | --- | --- | --- | --- | --- | --- | --- | ------ | ------ |
| Scuderia Playteam       |        |     |     |     |     |     |     |     |     |     |     |     |     |        |        |
| Robert Doornbos         | 17     | D   | 1   | 6   | 18  | 4   | 2   | 2   | 2   | 17  | 1   | 10  | 335 | 3º     |        |

### 2009
| Equipa de Automobilismo | Piloto          | 1   | 1   | 2   | 2   | 3   | 3   | 4   | 4   | 5   | 5   | 6   | 6   | Pontos | Class. |
| Equipa de Automobilismo | Piloto          | MAG | MAG | ZOL | ZOL | DON | DON | EST | EST | MOZ | MOZ | JAR | JAR | Pontos | Class. |
| ----------------------- | --------------- | --- | --- | --- | --- | --- | --- | --- | --- | --- | --- | --- | --- | ------ | ------ |
| Azerti Motorsport       | Giorgio Pantano | 12  | 1   | 5   | 11  | 4   | 17  | 6   | 6   | 15  | 11  | 3   | 14  | 286    | 7º     |

### 2010
| Atech Reid Grand Prix | Yelmer Buurman | 2 | 16 | 5 | 7 | 1 | 7 | 2 | 10 | 1 | 8 | 4 | 5 | 4 | 12 | 11 | 4 | 10 | 16 | 6 | 7 | 7 | 3 | 7 | 12 | 631 | 3º |

 † Ronda extra-campeonato

### Resultados em Super Final
| Ano  | 1      | 2       | 3      | 4     | 5       | 6       | 7     | 8      | 9      | 10    | 11    | 12     |
| ---- | ------ | ------- | ------ | ----- | ------- | ------- | ----- | ------ | ------ | ----- | ----- | ------ |
| 2009 | MAG 2  | ZOL N/A | DON NQ | EST 6 | MOZ N/A | JAR DNQ |       |        |        |       |       |        |
| 2010 | SIL NQ | ASS 1   | MAG 1  | JAR 3 | NÜR 3   | ZOL 5   | BDH 4 | ADR NQ | POR NQ | ORD 4 | PEQ † | LOS NQ |

 † 3ª corrida programada mas não disputada